# РК Струмица
Рукометни клуб Струмица је рукометни клуб из Струмице у Северној Македонији. Из спонзорских разлога пун назив клуба тренутно гласи Макс Струмица. У сезони 2015/16. такмичи се у Суперлиги Македоније и регионалној СЕХА лиги.

## Историја
Клуб је основан 1954. године и у почетку је био део спортског друштва Партизан Струмица. У највиши ранг по први пут се пласирао 1991. године, али је од тада у више наврата губио и освајао место у њему.
Од резултата у европским такмичењима издваја се пласман у групну фазу ЕХФ купа за сезону 2013/14. У сезони 2015/16. наступао је у регионалној СЕХА лиги, али је такмичење завршио на самом зачељу табеле.